# Tallviksavan
Tallviksavan är en sjö i Överkalix kommun i Norrbotten och ingår i Kalixälvens huvudavrinningsområde. Sjön har en area på 0,263 kvadratkilometer och ligger 37 meter över havet.

## Delavrinningsområde
Tallviksavan ingår i det delavrinningsområde (737685-181469) som SMHI kallar för Ovan VDRID = Ängesån i Kalixälvens vattendragsyta. Medelhöjden är 45 meter över havet och ytan är 3,39 kvadratkilometer. Räknas de 564 avrinningsområdena uppströms in blir den ackumulerade arean 10 553 kvadratkilometer. Avrinningsområdets utflöde Kalixälven (Kaitumälven) mynnar i havet. Avrinningsområdet består mestadels av skog (17 procent), öppen mark (21 procent) och jordbruk (13 procent). Avrinningsområdet har 0,8 kvadratkilometer vattenytor vilket ger det en sjöprocent på 23,6 procent. Bebyggelsen i området täcker en yta av 0,82 kvadratkilometer eller 24 procent av avrinningsområdet.